# Сетимо Ротаро
Сѐтимо Рота̀ро (на италиански: Settimo Rottaro; на пиемонтски: Seto Rojé, Сето Ройе) е село и община в Метрополен град Торино, регион Пиемонт, Северна Италия. Разположено е на 258 m надморска височина. Към 1 януари 2020 г. населението на общината е 468 души, от които 27 са чужди граждани.